# Pozzilli
Pozzilli é uma comuna italiana da região do Molise, província de Isérnia, com cerca de 2.199 habitantes. Estende-se por uma área de 33 km², tendo uma densidade populacional de 67 hab/km². Faz fronteira com Acquafondata (FR), Capriati a Volturno (CE), Conca Casale, Filignano, Montaquila, Monteroduni, Venafro, Viticuso (FR).

## Demografia
| Variação demográfica do município entre 1861 e 2011                               |
|                                                                                   |
| Fonte: Istituto Nazionale di Statistica (ISTAT) - Elaboração gráfica da Wikipedia |